# Навчально-науковий інститут «Фінансова академія»
Навчально-науковий інститут «Фінансова академія»  — структурний підрозділ Університету митної справи та фінансів, колишній ВНЗ «Дніпропетровська державна фінансова академія» у місті Дніпро, Україна.
У рейтингу економічних вишів України, визначеному експертами ЮНЕСКО в 2007 році, Дніпропетровська державна фінансова академія займала 27-е місце.
Команда академії — чемпіон Європи з футзал у серед вишів. Вона стала переможцем 4-го чемпіонату Європи серед вищих навчальних закладів, який проходив у 2007 в словенському місті Ізола.

## Загальна інформація
Навчальний заклад було створено 15 червня 1977 як Дніпропетровський фінансовий технікум. В 1993 технікум був реорганізований і продовжив свою освітню діяльність в статусі Дніпропетровського фінансово-економічного коледжу. В 1998 на базі коледжу було створено Дніпропетровський державний фінансово-економічний інститут. А у 2004 була здійснена реорганізація інституту в Дніпропетровську державну фінансову академію. У 2014 році здійснилось об'єднання Академії митної служби України і Дніпропетровської державної фінансової академії в Університет митної справи та фінансів (УМСФ). Сьогодні навчальний заклад продовжує свою діяльність як навчально-науковий інститут «Фінансова академія» у складі УМСФ.
Організацію навчального процесу забезпечують 2 факультети та 8 кафедр.
Спеціальності:
- Фінанси, банківська справа та страхування;
- Економіка;
- Підприємництво, торгівля і біржова діяльність
- Міжнародні економічні відносини;
- Міжнародні відносини, громадські комунікації і регіональні студії;
- Маркетинг;
- Соціальне забезпечення;
- Філологія;
- Туризм.

## Наукова діяльність
Журнал навчально-наукового інституту «Вісник фінансової академії: Економічні науки» має статус «наукового фахового видання з економічних наук». Навчально-науковий інститут є також одним із засновників міжвишівського наукового видання «Філософія, культура, життя» («Філософія, культура, життя»), яка має статус «наукового фахового видання по філософії».
Навчально-науковий інститут проводить міжнародні, регіональні конференції, семінари. Для обговорення результатів науково-дослідних робіт організовано роботу міжкафедральної наукового семінару «Соціально-економічний розвиток України: проблеми і перспективи».